# Glorioso primero de junio
El Glorioso Primero de junio  (también conocido como la Cuarta Batalla de Ushant o, en Francia, como el Bataille du 13 prairial an 2 o Combat de Prairial), de 1794, fue la primera y más grande acción de flotas del conflicto naval entre el Reino de Gran Bretaña y la Primera República Francesa durante las Guerras Revolucionarias Francesas.
La acción fue la culminación de una campaña que había atravesado el Golfo de Vizcaya el mes anterior en el que ambos bandos habían capturado numerosos barcos mercantes y buques de guerra menores y habían participado en dos acciones de flota parciales, pero no concluyentes. La Flota británica del Canal, bajo el mando del almirante Richard Howe, intentó impedir el paso de un importante convoy francés de los Estados Unidos, que estaba protegido por la flota francesa del Atlántico, comandada por el contralmirante Villaret-Joyeuse. Las dos fuerzas se enfrentaron en el Océano Atlántico, unas 400 millas náuticas (700 km) al oeste de la isla francesa de Ushant el 1 de junio de 1794.

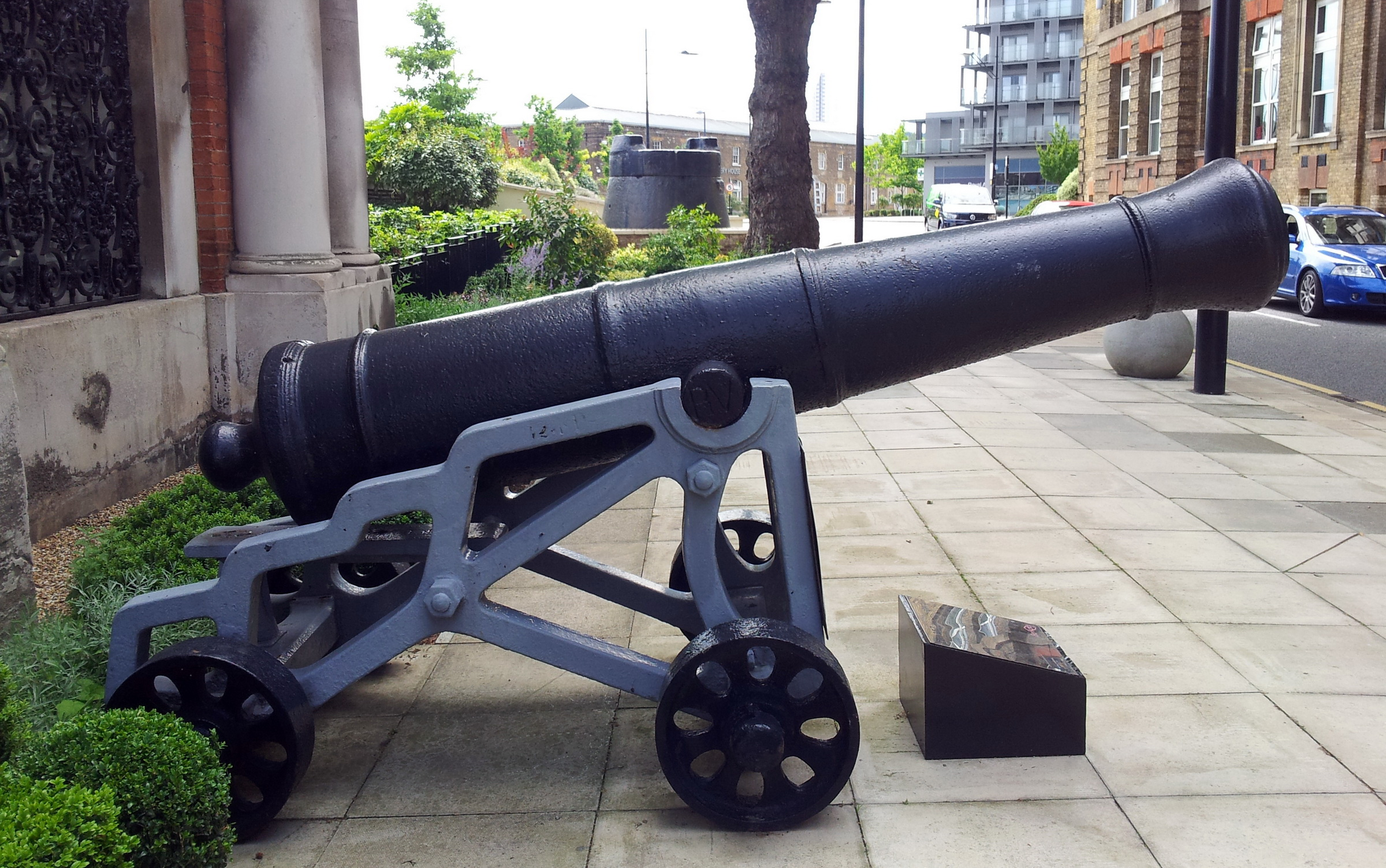
London-Woolwich, Royal Arsenal, Shell Foundry Gate, cannon 01

Durante la batalla, Howe desafió la convención naval ordenando a su flota que se volviera hacia los franceses y que cada una de sus naves pudiera rastrear e involucrar a su oponente inmediato. Este pedido inesperado no fue entendido por todos sus capitanes y, como resultado, su ataque fue más gradual de lo que pretendía. Sin embargo, sus barcos infligieron una severa derrota táctica en la flota francesa. Tras la batalla, ambas flotas quedaron destrozadas; Sin condiciones para más combates, Howe y Villaret regresaron a sus puertos de origen. A pesar de haber perdido siete de sus barcos de la línea, Villaret había ganado suficiente tiempo para que el convoy francés de granos pudiera alcanzar la seguridad sin obstáculos de la flota de Howe, asegurando un éxito estratégico. Sin embargo, también se vio obligado a retirar su flota de batalla de regreso a puerto, dejando a los británicos libres para llevar a cabo una campaña de bloqueo durante el resto de la guerra. Inmediatamente después, ambas partes reclamaron la victoria y el resultado de la batalla fue aprovechado por la prensa de ambas naciones como una demostración de la destreza y la valentía de sus respectivas armadas.
El Glorioso Primero de junio demostró una serie de los principales problemas inherentes a las armadas francesa y británica al inicio de las Guerras Revolucionarias. Ambos almirantes se enfrentaron a la desobediencia de sus capitanes, junto con la falta de disciplina y el entrenamiento deficiente de sus tripulaciones, y no lograron controlar sus flotas de manera efectiva durante el combate.